# Логуш Степан Іванович
Степа́н Іва́нович Логуш — полковник Національної гвардії України, учасник російсько-української війни.

## З життєпису
У травні 2014-го у Маріуполі зазнав сім кульових поранень, два з них у груди. Його підлеглий, прапорщик Дмитро Тимощук, відтягнув пораненого командира, що був вже без свідомості, з-під обстрілу. Після поранень тривалий час перебував на лікуванні. У тому бою загинув старший солдат Богдан Шлемкевич.
Командир військової частини 1141 Національної Гвардії України, Луцьк. В грудні 2014-го став командиром Львівського полку.

## Нагороди
За особисту мужність і героїзм, виявлені у захисті державного суверенітету та територіальної цілісності України, вірність військовій присязі під час російсько-української війни
- нагороджений орденом «За мужність» III ступеня (25.3.2015).